# Manfred Barth
Manfred Barth (Hamburgo, 31 de agosto de 1945) es un deportista alemán que compitió para la RFA en tiro con arco, en la modalidad de arco recurvo. Ganó tres medallas de plata en el Campeonato Europeo de Tiro con Arco en Sala, en los años 1987 y 1989.

## Palmarés internacional
| Campeonato Europeo en Sala | Campeonato Europeo en Sala | Campeonato Europeo en Sala | Campeonato Europeo en Sala |
| Año                        | Lugar                      | Medalla                    | Prueba                     |
| -------------------------- | -------------------------- | -------------------------- | -------------------------- |
| 1987                       | París (Francia)            | Medalla de plata           | Individual                 |
| 1987                       | París (Francia)            | Medalla de plata           | Equipo                     |
| 1989                       | Atenas (Grecia)            | Medalla de plata           | Equipo                     |